# 阿廖湖 (洛克尼亞區)
56°39′36″N 29°50′55″E / 56.66000°N 29.84861°E
阿廖湖（俄语：Алё），是俄羅斯的湖泊，位於該國西北部，由普斯科夫州負責管轄，處於洛克尼亞區，面積4.8平方公里，集水區面積68平方公里，平均水深4.3米，最大水深9米。